# هنری لوئیس هادسون
هنری لوئیس هادسون (انگلیسی: Henry Louis Hudson; ۱۶ مهٔ ۱۸۹۸ – ۲۴ ژوئن ۱۹۷۵) بازیکن هاکی روی یخ اهل کانادا بود.